# Zsuffa Ervin
Zsuffa Ervin (Cegléd, 1935. május 23. – ) magyar agrármérnök, környezetvédelmi és vízgazdálkodási miniszterhelyettes.

## Élete
Középiskolai tanulmányait követően agrártudományi egyetemen tanult tovább, ahol 1959-ben mezőgazdasági mérnöki oklevelet szerzett. Diplomázását követően szülővárosában helyezkedett el, a Ceglédi Járási Tanács mezőgazdasági osztályán, ahol eleinte mezőgazdász, majd főmezőgazdász, később pedig osztályvezető beosztásban tevékenykedett. Közben, 1961-ben belépett a Magyar Szocialista Munkáspárt]]ba (MSZMP).
Hat év járási munkavégzés után, 1965-ben minisztériumi állományba került át: a következő hat esztendőben a Mezőgazdasági és Élelmezésügyi Minisztériumban járta be a hivatali ranglétra fokozatait, a főelőadói, majd a csoportvezetői beosztáson át egészen az osztályvezető-helyettességig.
1971-től az MSZMP Központi Bizottsága Gazdaságpolitikai Osztályán lett politikai munkatárs, e minőségében végezte el 1973-ban az MSZMP Politikai Főiskola három hónapos vezető-továbbképző tanfolyamát. 1975-től alosztályvezetővé léptették elő, 1978-tól pedig osztályvezető-helyettes lett; ugyanabban az évben elvégezte a Szovjetunió Kommunista Pártja (SZKP) Központi Bizottsága által fenntartott Társadalomtudományi Akadémia két hónapos vezető-továbbképzőjét is.
Az 1980-as évtizedben kétszer is új feladatot kapott: 1984-ben az Országos Vízügyi Hivatal elnökhelyettesévé nevezték ki – e minőségében folytatott tanulmányokat 1987-ben az SZKP Akadémián is –, 1988. február 16-tól pedig a környezetvédelmi és vízgazdálkodási miniszter helyettese lett. Támogatója volt a Bős–nagymarosi vízlépcső megépítésének; mint a tárca vízgazdálkodásért felelős szakembere, egy, 1989 márciusának utolsó napján tartott tanácsülés meghívottjaként úgy érvelt: ha a vízlépcső nem épül meg, az nemhogy megtakarítást jelentene, hanem több tízmilliárdnyi veszteséget okoz a népgazdaságnak.

## Művei
- A termelőszövetkezetek kiegészítő tevékenységének továbbfejlesztése. Új Falu, 1972
- Az állattenyésztés feladatai az V. ötéves terv időszakában. Állattenyésztés 1976., p97-106.
- Élelmiszertermelésünk fejlesztése a VI. ötéves terv időszakában. Társadalmi Szemle, 1981. 1. szám.
- A mezőgazdasági nagyüzemek differenciált fejlődése. Társadalmi Szemle, 1982., p3-19.